# KBS World Radio
KBS World Radio (en hangul, KBS 월드라디오) anteriormente denominada como La voz de Corea libre, Radio Corea y Radio Corea Internacional, es la emisora internacional oficial de  Corea del Sur, operada por la cadena pública de difusión Korean Broadcasting System desde su fundación, el 15 de agosto de 1953.
Transmite al aire en once idiomas, dominando principalmente el coreano, e incluye el español, este último lanzado el 19 de agosto de 1962. Su programación radica en la emisión de informativos, programas de entretenimiento y música K-pop, teniendo como trasfondo la difusión del Hallyu y la reunificación coreana.

## Historia

### Cronología
- 15 de agosto de 1953: Inicia las trasmisiones como La voz de Corea libre, pero solo en inglés.
- 1 de diciembre de 1955: Comienza a emitir en japonés.
- 2 de septiembre de 1957: Comienza a emitir en coreano.
- 10 de abril de 1958: Comienza a emitir en francés.
- 13 de febrero de 1961: Comienza a emitir en ruso.
- 10 de agosto de 1961: Comienza a emitir en chino.
- 19 de agosto de 1962: Comienza a emitir en español.
- 1 de abril de 1973: Cambia su nombre a Radio Corea.
- 1975: Se funda la estación transmisora en Gimje.
- 2 de junio de 1975: Comienza a emitir en árabe.
- 1980: Se funda la estación transmisora en Hwaseong.
- 1 de mayo de 1981: Comienza a emitir en alemán.
- 1 de junio de 1983: Comienza a emitir en portugués.
- 1 de junio de 1985: Comienza a emitir en italiano.
- 31 de marzo de 1994: Finaliza de emitir en portugués.
- 15 de agosto de 1994: Cambia su nombre a Radio Corea Internacional.
- 31 de octubre de 1994: Finaliza de emitir en italiano.
- 3 de noviembre de 1997: KBS comienza a emitirla por internet.
- 3 de mayo de 2002: Emite en simultáneo con NHK 1 Radio.
- junio de 2002: Inicia la trasmisión de Copa Mundial de Fútbol de 2002.
- 15 de agosto de 2003: Por el aniversario N°50 de la radio, comienza a emitir por satélite.
- 3 de marzo de 2005: Cambia su nombre a KBS World Radio.
- 3 de marzo de 2005: Comienza a emitir en vietnamita.
- enero de 2007: Cierra la estación de Hwaseong.
- 1 de junio de 2013:  Evento por el 60° aniversario de la radio[3]
- 19 de agosto de 2022:  Evento por el 60° aniversario del servicio en español[4]

### Denominación
- La voz de Corea libre (1953-1973).
- Radio Corea (1973-1994).
- Radio Corea Internacional (1994-2004).
- KBS World Radio (2005-actualidad).

## Difusión
La radio transmite en onda corta a través de un solo transmisor en suelo coreano en Kimjae: construido en 1975, está ubicado a 270 kilómetros al sur de Seúl e incluye siete transmisores, tres de los cuales son de 250kW y cuatro de 100kW.

## Programas
Se emite diariamente un total de 60 horas de programación en 11 idiomas, mediante diversas plataformas como onda corta, onda media (AM), frecuencia modulada (FM) y Internet. Además, los servicios en inglés y en árabe ofrecen programas vía satélite.